# Nick Itkin
Nicholas Boris "Nick" Itkin (ur. 9 października 1999 w Los Angeles) – amerykański szermierz specjalizujący się we florecie, dwukrotny brązowy medalista olimpijski i trzykrotny medalista mistrzostw świata. 

## Życiorys
W 2017 roku zdobył złoto drużynowo na mistrzostwach świata juniorów w Płowdiwie. Na rozgrywanych rok później mistrzostwach świata juniorów w Weronie zdobył złoto indywidualnie i brąz drużynowo.
Podczas igrzysk olimpijskich w Tokio w 2020 roku reprezentacja USA w składzie: Alexander Massialas, Nick Itkin, Gerek Meinhardt i Race Imboden zdobyła brązowy medal. W turnieju indywidualnym był dwunasty.
Na igrzyskach olimpijskich w Paryżu zdobył brązowy medal w turnieju indywidualnym, a w turnieju drużynowym zajął czwarte miejsce.
Na mistrzostwach świata w Kairze w 2022 roku zdobył srebrny medal w drużynie. Ponadto w rywalizacji indywidualnej wywalczył brązowy medal, ustępując tylko Francuzowi Enzo Lefortowi i Włochowi Tommaso Mariniemu. Następnie zdobył srebro indywidualnie na mistrzostwach świata w Mediolanie w 2023 roku, przegrywając w finale z Tommaso Marinim.
Ponadto na igrzyskach panamerykańskich w Limie (2019) zdobył złoto drużynowo, a na igrzyskach panamerykańskich w Santiago (2023) zwyciężył indywidualnie i drużynowo.